# Сьверхова
Сьверхова (пол. Świerchowa) — село в Польщі, у гміні Осек-Ясельський Ясельського повіту Підкарпатського воєводства.
Населення — 607 осіб (2011).
У 1975-1998 роках село належало до Кросненського воєводства.

## Демографія
Демографічна структура станом на 31 березня 2011 року:
|          | Загалом | Допрацездатний вік | Працездатний вік | Постпрацездатний вік |
| -------- | ------- | ------------------ | ---------------- | -------------------- |
| Чоловіки | 301     | 74                 | 199              | 28                   |
| Жінки    | 306     | 56                 | 173              | 77                   |
| Разом    | 607     | 130                | 372              | 105                  |